# Karel Končel

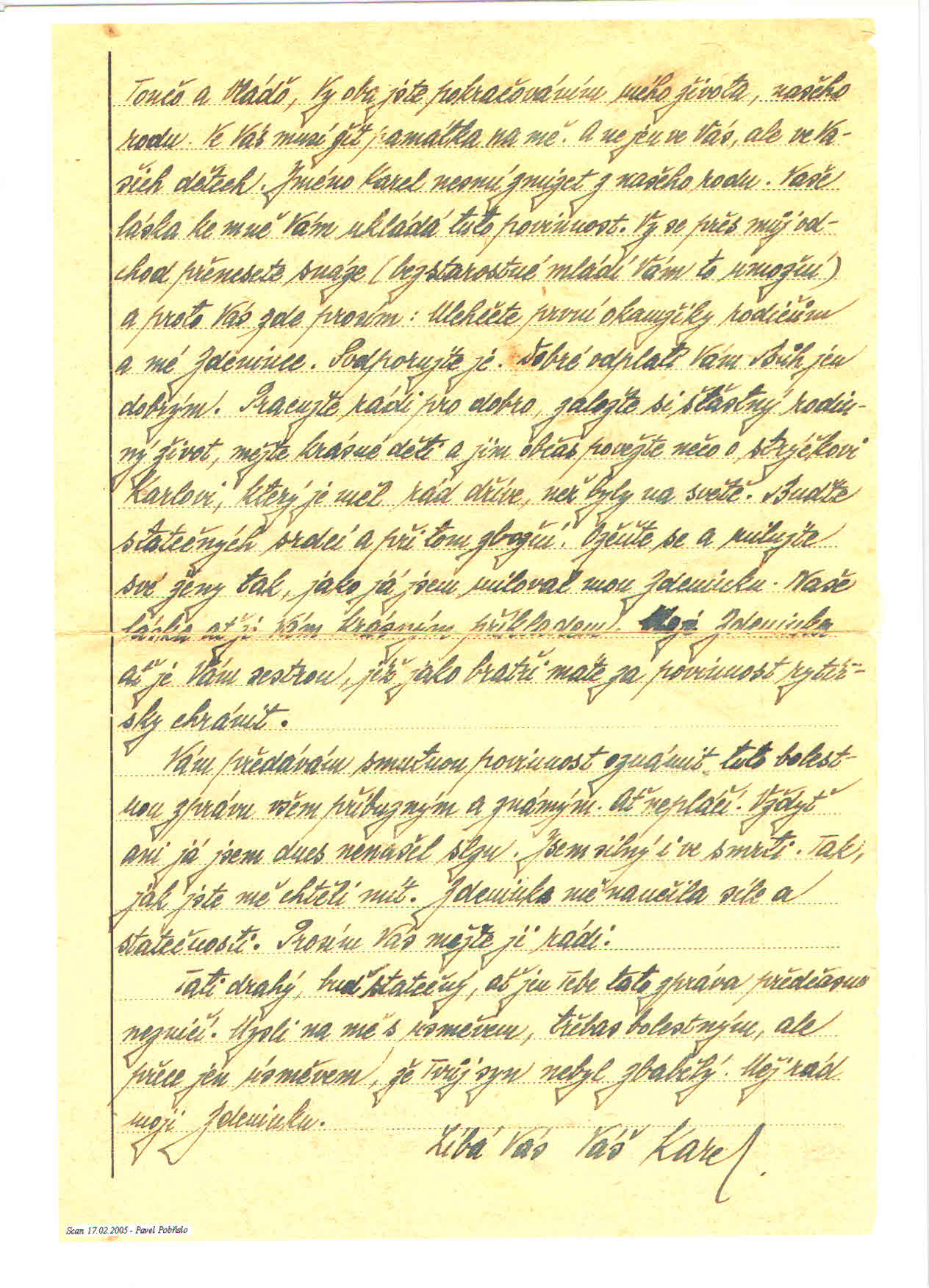

Karel Končel (31. března 1914 Kolín – 19. března 1943 Berlín- Plötzensee) byl poručík československé armády. Za Protektorátu Čechy a Morava byl zpravodajským důstojníkem velitelství protiněmecké ilegální vojenské odbojové organizace Obrana národa v Kolíně. Dne 23. února 1940 byl zatčen a dne 26. srpna 1942 byl odsouzen k trestu smrti. Dne 19. března 1943 byl v Berlíně, Plötzensee popraven gilotinou.